# Twierdza Warszawa

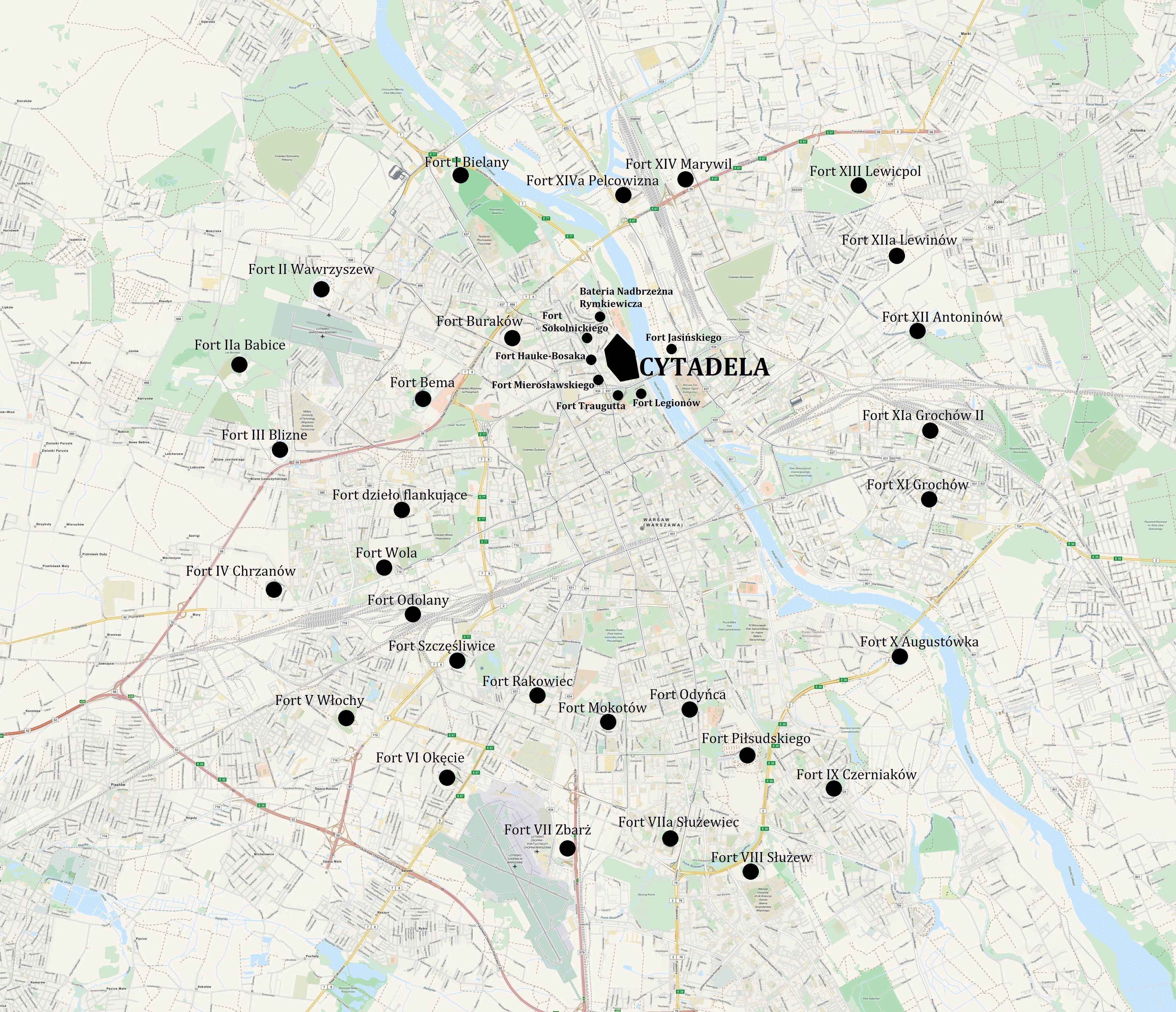
Forty Twierdzy Warszawa

Twierdza Warszawa (ros. крепость Варшава) – zespół fortów i innych budowli fortyfikacyjnych wzniesionych przez władze Imperium Rosyjskiego wokół Warszawy w XIX wieku, określenie obowiązujące w okresie od 1879 do 1913 roku.

## Historia

### Budowa twierdzy

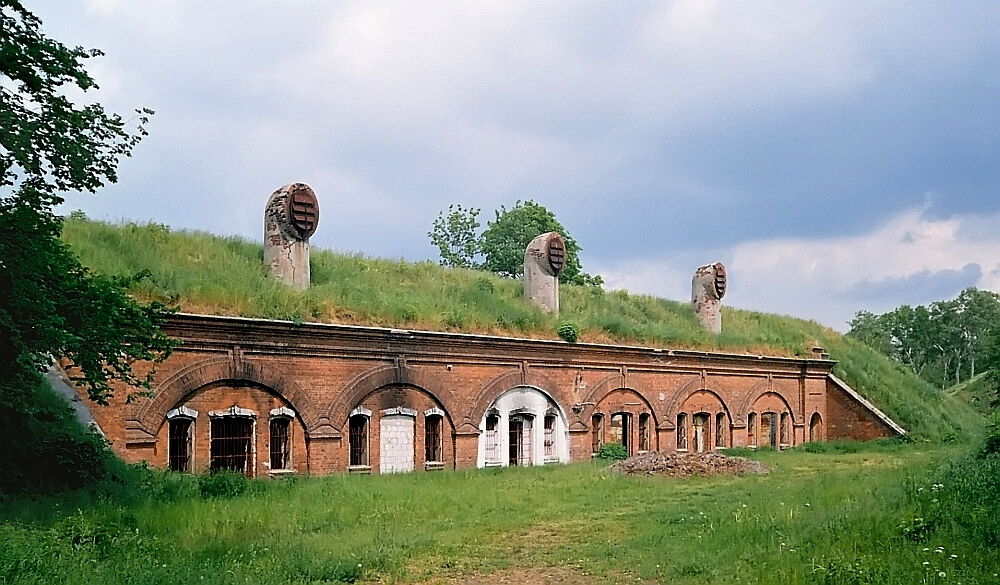
Fragment fortu P („Bema”) w warszawskiej dzielnicy Bemowo

Warszawski Rejon Umocniony – zaznaczono także dzieła planowane i niezrealizowane

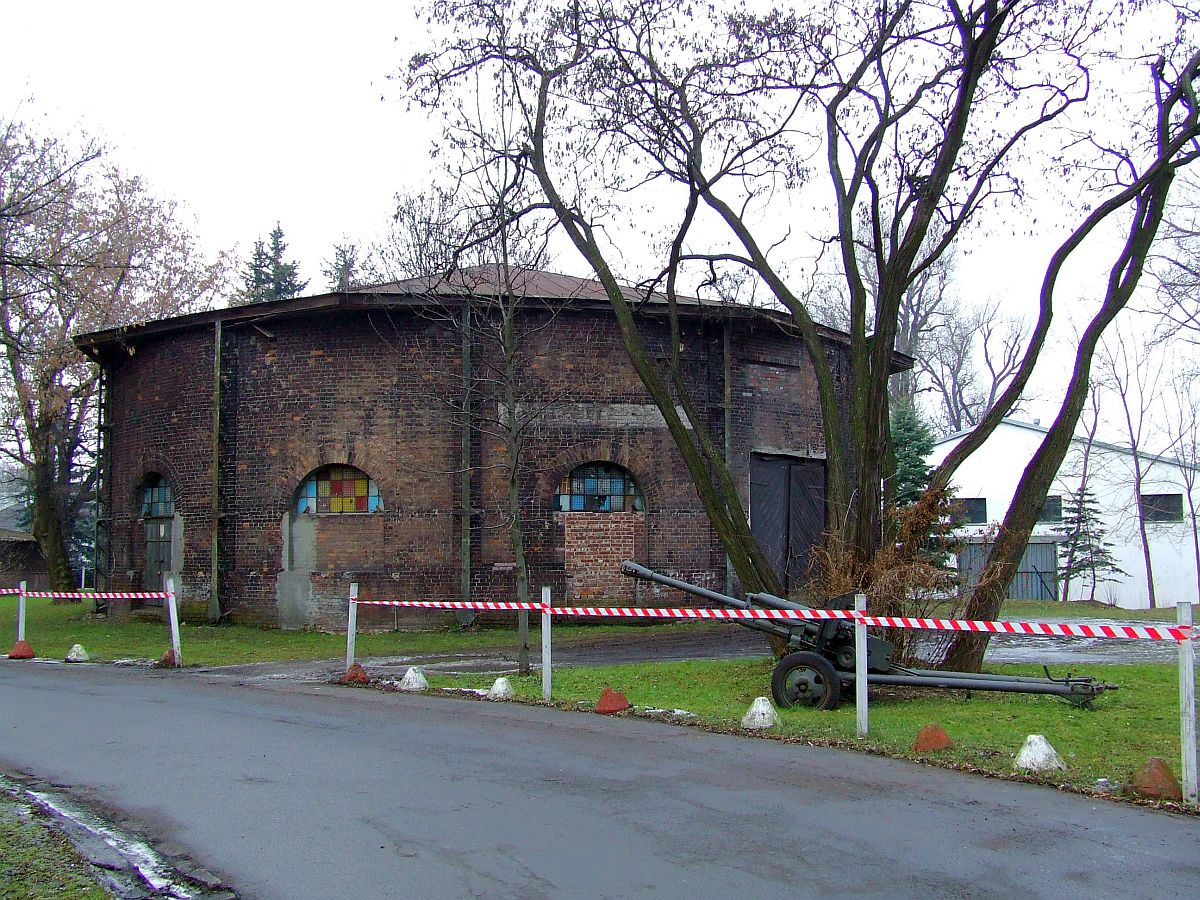
Spichlerz twierdzy, Powązki, ul. Kozielska

Wzniesiona w pierwszej połowie XIX wieku Cytadela Aleksandrowska, mimo uzupełnienia jej siedmioma fortami, nie spełniała wymagań stawianych przez rozwój technik wojennych, służąc głównie celom policyjnym. Wpływ na podjęcie decyzji o rozbudowie fortyfikacji w zachodnich częściach Rosji przyspieszyły wydarzenia końca lat siedemdziesiątych XIX wieku, a więc przede wszystkim kongres berliński (1878) i sojusz między Austro-Węgrami a Niemcami (dwuprzymierze).
Decyzję o przekształceniu Warszawy w twierdzę władze carskie podjęły w 1879 roku, samą budowę rozpoczęto z kilkuletnim opóźnieniem. Zaplanowano dwa pierścienie fortów, z których zewnętrzny obejmował także część miasta po prawej stronie Wisły, zaś wewnętrzny – tylko lewą. Ze względu na oszczędności twierdza zamknęła rozwijające się miasto na stosunkowo niewielkiej przestrzeni, co zahamowało terytorialny rozwój Warszawy na kilkadziesiąt lat. Budowę fortów rozpoczęto na wiosnę 1883 roku, zaś zakończono w 1890. Wzniesiono wtedy 20 fortów. Były to umocnienia ceglano-ziemne, posiadające osobne wały dla artylerii i piechoty oraz otoczone rowami, z reguły o narysie regularnych wielokątów.
Zapóźnienie techniczne Rosji sprawiło, że w momencie ukończenia były to już forty przestarzałe. W związku z tym już na przełomie lat osiemdziesiątych i dziewięćdziesiątych nastąpiła modernizacja twierdzy. W jej ramach wybudowano 7 uzupełniających dzieł (punktów oporu) oraz dwa wchodzące w skład twierdzy obiekty linii Warszawa-Zegrze (Warszawski Rejon Forteczny). Przede wszystkim jednak zmodernizowano istniejące obiekty: wzmocniono stropy budowli betonem i dodatkowym nadkładem ziemi oraz zastąpiono ceglane obiekty bojowe (kaponiery) ich betonowymi odpowiednikami. Forty łączyły odcinki wałów z lokalnymi punktami oporu. Mimo tych zmian, standard fortyfikacji pozostawał daleko w tyle za osiągnięciami fortyfikacji niemieckiej bądź francuskiej. Forty warszawskie nie posiadały elementów pancernych oraz  stanowisk umożliwiających ukrytą obserwację. Były jednak dobrze rozmieszczone w terenie; dużym nakładem środków zapewniono fortom dobre pole ostrzału. Umocnienia łączyła sieć dróg fortecznych; wzniesiono liczne zespoły koszarowe i magazynowe.
Łącznie Twierdza Warszawa składała się z 29 fortów i dużych punktów oporu; uzupełniały ją liczne lokalne, ziemne punkty oporu i baterie artyleryjskie. Jądro twierdzy niezmiennie tworzyła Cytadela Aleksandrowska wraz z jej fortami. Tak ukształtowana twierdza weszła w skład Warszawskiego Rejonu Fortecznego.
Elementami obronnymi były również naturalne mokradła, w tym potoki i glinianki. Ich układ był brany pod uwagę przy projektowaniu układu umocnień.

### Kasacja twierdzy
Klęska Rosji w wojnie z Japonią (1904-1905) uświadomiła władzom Cesarstwa potrzebę reformy armii wraz z koniecznością oszczędności na niepriorytetowych kierunkach. Najważniejsza stała się reforma wojsk polowych; na przeszkodzie stały między innymi ogromne sumy wydatkowane na utrzymanie licznych twierdz, także tych na obszarze byłego Królestwa Polskiego. W związku z tym w dniu 31 stycznia 1909 roku car wydał rozkaz w sprawie kasacji twierdzy. W następnych latach rozpoczęto prace nad likwidacją umocnień. W pierwszej kolejności niszczono obiekty bojowe, mogące w późniejszym okresie utrudniać odbicie twierdzy, a więc kaponiery fortów. W dalszej przeprowadzano systematyczną rozbiórkę umocnień, poczynając od prawej strony Wisły. Prace postępowały z niewielką szybkością.
W 1913 roku, w związku z drastycznym pogorszeniem się sytuacji międzynarodowej, nastąpiła zdecydowana zmiana planów strategicznych Rosji. Podjęto decyzję o przywróceniu twierdzy w Warszawie do stanu bojowego. W związku z tym istniejące forty pospiesznie wzmacniano, rekonstruując część zniszczonych umocnień. Wznoszono między innymi nowe, betonowe kaponiery. Mimo tych prac w sierpniu 1915 roku Warszawa została poddana bez walki. Przed jej opuszczeniem wojska rosyjskie wysadziły najważniejsze obiekty forteczne, mosty i infrastrukturę kolejową.

### Okres międzywojenny
Po 1918 roku władze polskie kontynuowały rozbiórkę umocnień. Prace te przerwano na kilka tygodni w lecie 1920 roku, kiedy to zaistniała konieczność przygotowania miasta do obrony przed wojskami Rosji Sowieckiej. Przygotowano wtedy od wschodu nowe trzy linie obronne, częściowo w oparciu o stare fortyfikacje. Po kończącym wojnę traktacie ryskim część fortów rozebrano, włączając ich tereny w porządek urbanistyczny miasta; inne mieściły jednostki wojskowe czy zakłady zbrojeniowe.
W 1939 roku forty dawnej twierdzy zostały obsadzone przez polskich obrońców miasta. Wiele z nich, jak Fort IX („Czerniaków”) było miejscem bardzo ciężkich walk z Niemcami. W okresie okupacji niemieckiej forty spełniały głównie funkcje magazynowe.

### Okres powojenny

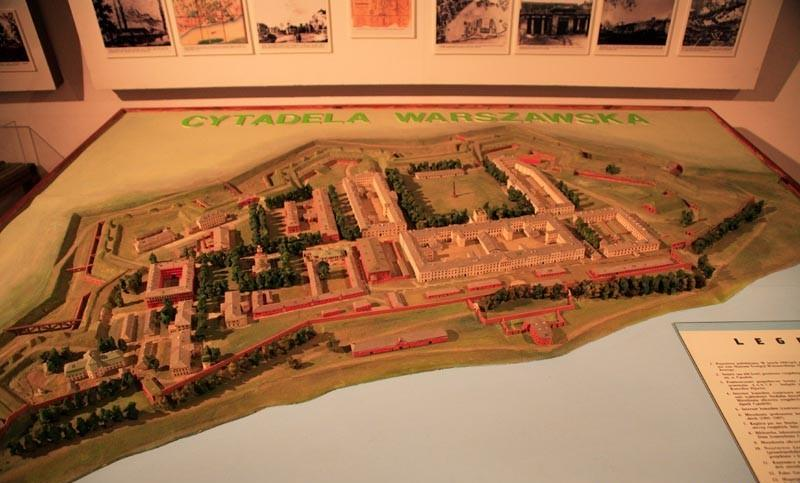
Makieta Cytadeli Warszawskiej

W okresie powojennym los fortów był różny. Zabrakło spójnego planu urbanistycznego ich zagospodarowania, także w ostatnich latach. Większość obiektów obsadzało Wojsko Polskie, w późniejszym okresie przekazując je np. na potrzeby ogródków działkowych. Pojedyncze forty przeznaczono na cele rekreacyjne. Wiele fortów zostało opuszczonych; w ostatnich latach postępuje ich ciągła dewastacja. Wiele obiektów znajdujących się w rękach prywatnych, ulega zniszczeniu. Żaden z fortów Twierdzy Warszawa nie jest udostępniony do zwiedzania. Mimo tych negatywnych zjawisk, twierdza nadal posiada ogromny potencjał jako cenny zabytek położony w obrębie stolicy Polski. Można mieć nadzieję, że przyszłość przyniesie odpowiednią wizję wykorzystania umocnień i uchronienia ich przed zagładą.
W 2000 powstała uchwała rady miasta w sprawie ustaleń wiążących gminy warszawskie przy sporządzaniu miejscowych planów zagospodarowania przestrzennego dla systemu fortecznego XIX-wiecznej Twierdzy Warszawa. W uchwale tej oprócz ustaleń i słownika pojęć znalazła się też lista 28 obiektów:
1. Fort Siergiej (Sokolnickiego, Czarnieckiego),
2. Fort Aleksiej (Traugutta),
3. Fort Władimir (Legionów, Sanguszki),
4. Fort Śliwickiego (Jasińskiego),
5. Dzieło flankujące pośrednie Buraków,
6. Fort P-Parysów (Bema, Powązkowski) wraz z wałem międzyfortowym między Burakowem a fortem P,
7. Dzieło flankujące pośrednie (na północ od fortu W),
8. Punkt oporu Cze-Czyste (Odolany),
9. Fort Szcza-Szczęśliwice,
10. Punkt oporu Rakowiec wraz z wałem międzyfortowym (na wschód od pkt. oporu Rakowiec),
11. Fort M-Mokotów wraz z wałem międzyfortowym (na zachód od fortu M) (tzw. Fosą Mokotowską),
12. Fort Cze-Czerniaków (Mokotów II, Królikarnia, Idzikowskiego, Piłsudskiego, Legionów Dąbrowskiego) wraz z wałem międzyfortowym (na zachód od fortu Cze),
13. Wał międzyfortowy (na wschód od fortu Cze),
14. Wał międzyfortowy (między Jeziorkiem Czerniakowskim a Baterią X),
15. Fort I (Bielany),
16. Fort II (Wawrzyszew, Chomiczówka),
17. Fort A (IIA, Babice, Radiowo, Fosa Babicka),
18. Fort III (Blizne, Groty, Fosa Groty),
19. Fort IV (Chrzanów),
20. Fort V (Włochy),
21. Fort VI (Okęcie),
22. Fort VII (Fosa Zbarska, Paluch, Na Paluchu),
23. Fort Służewiec,
24. Fort VIII (Służew),
25. Fort IX (Czerniaków, Fosa Dąbrowskiego),
26. Bateria X (Augustówka, Fosa Siekierkowska),
27. Punkt oporu Zacisze,
28. Fort XIII (Lewicpol, Zacisze).

## Forty pierścienia wewnętrznego

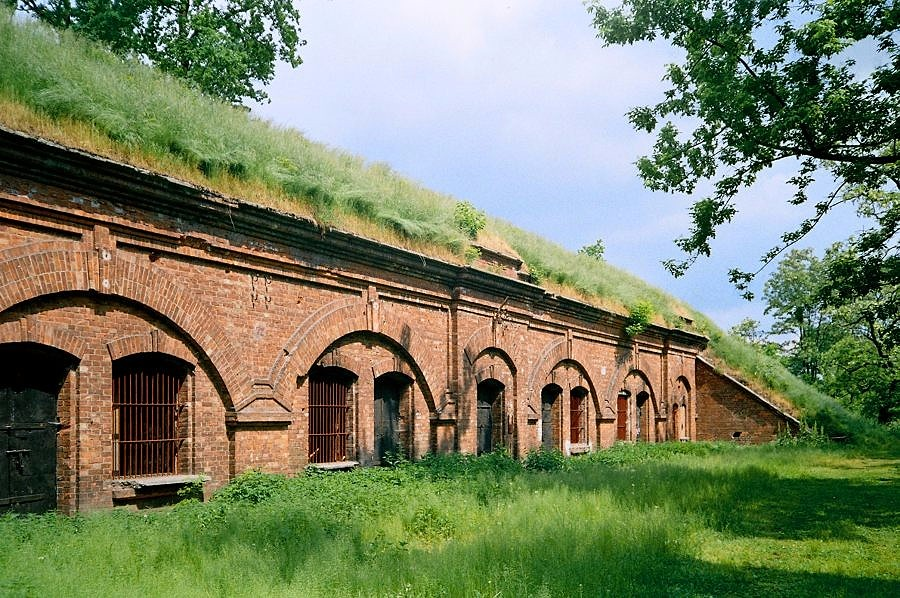
Fragment fortu P „Bema”

- Fort P („Bema”) (inaczej Fort Parysów) zachowany i po renowacji terenu jest terenem rekreacyjnym dzielnicy Bemowo
- Fort W („Wola”) jest już nieistniejącym dziś fortem, na jego miejscu znajdują się centrum handlowe oraz pętla autobusowa.
- Fort W-Szcza („Odolany”) fort pomocniczy, znajdował się na terenie kolejowym na Odolanach.
- Fort Szcza („Szczęśliwice”) jest położony na Ochocie, tuż przy Alejach Jerozolimskich. Fort został sprzedany prywatnemu właścicielowi, wokół znajdują się ogródki działkowe.
- Fort Szcza-M „Rakowiec” fort pomocniczy w dzielnicy Ochota na Rakowcu, obecnie na terenie parku.
- Fort M („Mokotów”) położony przy ulicy Racławickiej. Zachowane koszary w podwalni, oba magazyny prochowe. Znajdują się w nich puby i restauracje.
- Fort M-Cze „Odyńca” dziś nieistniejący punkt oporu na Mokotowie przy ul. Odyńca.
- Fort Cze („Piłsudskiego”) (inne nazwy to Legionów Dąbrowskiego, Mokotów II) leży na Mokotowie, w pobliżu Królikarni i toru na Stegnach.  Należy do Wojska Polskiego.

## Forty pierścienia zewnętrznego

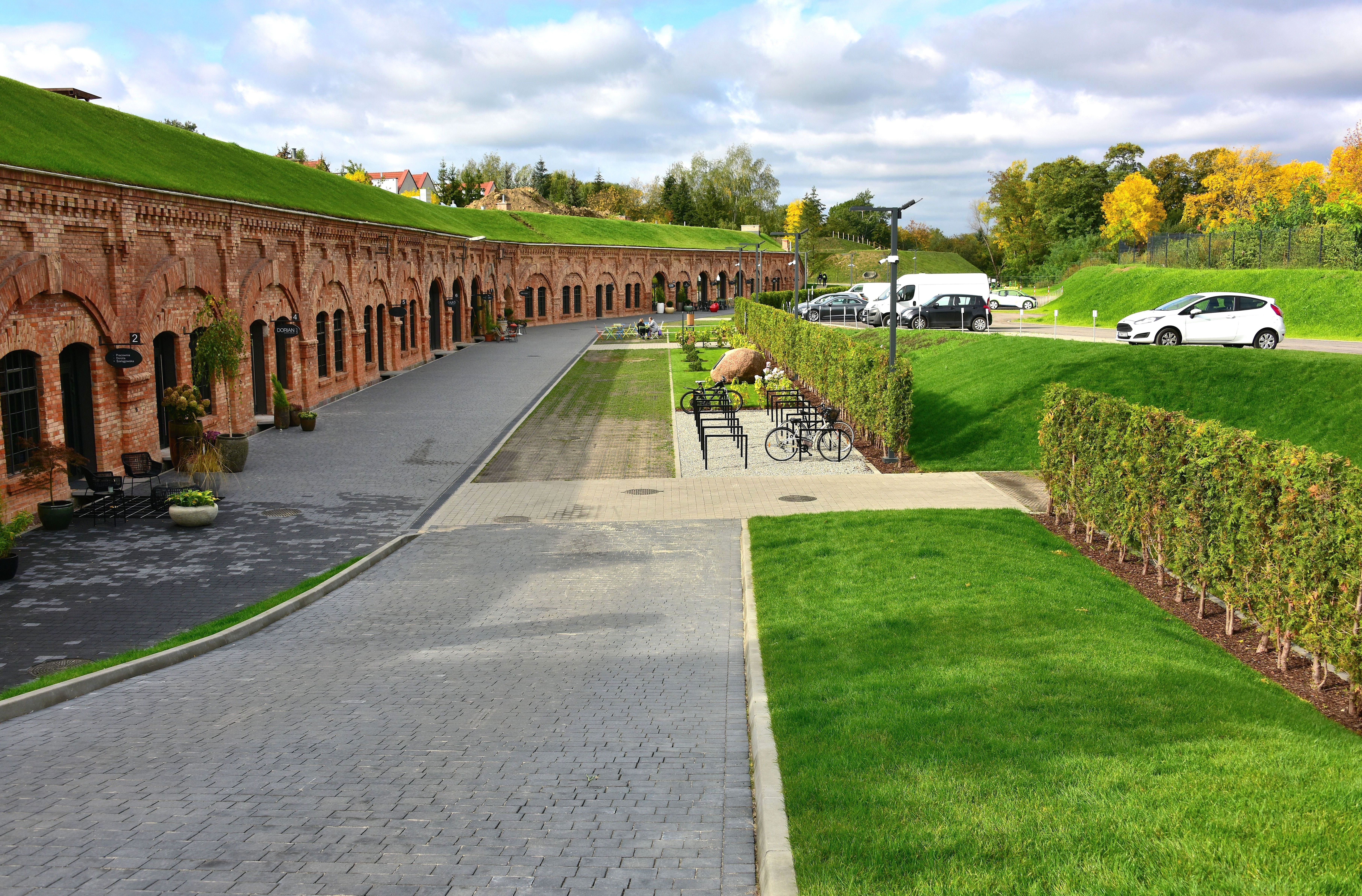
Fragment fortu VIII („Służew”)

- Fort I („Bielany”) znajduje się w widłach ulic Wybrzeże Gdyńskie oraz Marymonckiej, w Lasku Bielańskim. Z fortu bardzo niewiele zostało. Rozpoznawalne w terenie są: fosa, wał piechoty oraz wał artylerii oprócz prawego czoła, na tym odcinku wały i fosa zostały zniwelowane. Praktycznie brak śladów po elementach murowanych fortu. Zachowały się niewielki fragment stropu koszar szyjowych oraz ledwie widoczna pozostałość wylotu z poterny. Jest ledwo widoczny – jego teren to duża polana na północy Lasku Bielańskiego.
- Fort II („Wawrzyszew”) jest położony na Bielanach, w okolicach dzisiejszego osiedla Chomiczówka, otoczony wodną fosą, w pobliżu lotniska na Bemowie. Należał do Wojska Polskiego, lecz został sprzedany. Dziś znajdują się tu: ośrodek jazdy konnej oraz ogródki działkowe.
- Fort IIA („Babice”) (także Fort Radiowo) jest położony na Bemowie tuż przy granicy miasta w okolicach osiedla Boernerowo, zachowany w niezłym stanie, otoczony niepełną już dziś wodną fosą. W posiadaniu Wojska Polskiego. W pobliżu wygodne szlaki rowerowe.
- Fort III („Blizne”) jest położony na Bemowie, przy osiedlu Groty i Górce. Zachowały się koszary szyjowe, wał główny i odcinki korytarza w wale osiowym fortu. Kaponiera czołowa i kaponiery barkowe wysadzone.
- Fort IV („Chrzanów”) położony jest na terenie dzielnicy Bemowo, przy osiedlu Chrzanów. Teren nie jest przez nikogo pilnowany, co powoduje jego dewastację. Zniszczeniu uległo około 50% koszar w podwalni.
- Fort V („Włochy”) leży we Włochach, w pobliżu cmentarza. Zachowały się koszary szyjowe, ruiny kaponier oraz układ ziemny, który przechodził rewitalizacje w latach 2015-2022. Na terenie fortu utworzono publiczny park miejski w którym znajduje się m.in. boisko do piłki nożnej, siłownia plenerowa, park dla psów oraz plac zabaw.
- Fort VI („Okęcie”) znajduje się we Włochach, niedaleko od Lotniska Chopina. Prawie całkowicie otoczony wodą, zachowany w średnim stanie, obok niewielki cmentarz. 14 marca 1980 roku na terenie fortu rozbił się samolot pasażerski Ił-62 „Mikołaj Kopernik”, należący do Polskich Linii Lotniczych LOT. W katastrofie zginęła m.in. piosenkarka Anna Jantar.
- Fort VII („Zbarż”) znajduje się pomiędzy terminalem 1 Lotniska Chopina a linią kolejową w kierunku Piaseczna. Dziś używany jako ogródki działkowe, zachowały się koszary szyjowe, lecz zalane wodą.
- Fort VIIA („Służewiec”) jest położony na Służewie, pomiędzy aleją Lotników i ul. Puławską.
- Fort VIII („Służew”) znajduje się na Ursynowie, u zbiegu Nowoursynowskiej i Doliny Służewieckiej. Zachowały się koszary szyjowe i wał główny, oraz resztki kaponier.
- Fort IX („Czerniaków”) znajduje się na Sadybie przy ulicy Powsińskiej. Część fortu to ogólnodostępne parki, a jego centralną część zajmują filia Muzeum Wojska Polskiego i Muzeum Katyńskie.
- Fort X („Augustówka”) znajduje się na Siekierkach koło Sanktuarium. Fort wyłącznie ziemny, nigdy nie powstały tu koszary lub inne elementy ceglane lub betonowe. Znajduje się tu strzelnica, wokół pozostały jeszcze fragmenty fosy.
- Fort XI („Grochów”) nie istnieje.
- Fort XIA („Grochów II”) nie istnieje.
- Fort XII („Antoninów”) nie istnieje.
- Fort XIIA („Lewinów”) znajdował się niegdyś na Zaciszu przy ulicy Łodygowej idącej w kierunku Ząbek. Zlikwidowany, dziś są tu ogródki działkowe.
- Fort XIII („Lewicpol”) znajduje się na Bródnie na terenie parku leśnego „Bródno”. W forcie mieści się jednostka wojskowa.
- Fort XIV („Marywil”) nie istnieje.
- Fort XIVA („Pelcowizna”) nie istnieje.

## Forty linii Warszawa-Zegrze
- Fort Wawer znajdował się na terenie obecnego Parku Matki Mojej. Po forcie nie pozostał żaden ślad w terenie oprócz zagłębienia w miejscu, w którym znajdowały się kiedyś koszary szyjowe.
- Fort Kawęczyn nie istnieje.
- Fort Beniaminów obecnie znajduje się w rękach prywatnych i nie jest udostępniony do zwiedzania.

## Filmy
- Polska i świat z historią w tle: Twierdza Warszawa (2011), odc. 29, 20 min